# انتساب

نماد انتساب در کرییتیو کامنز

انتساب یا نسبت‌دادن (انگلیسی: attribution) یک اصطلاح قانونی در زمینه حق تکثیر است.